# Nigel Marven

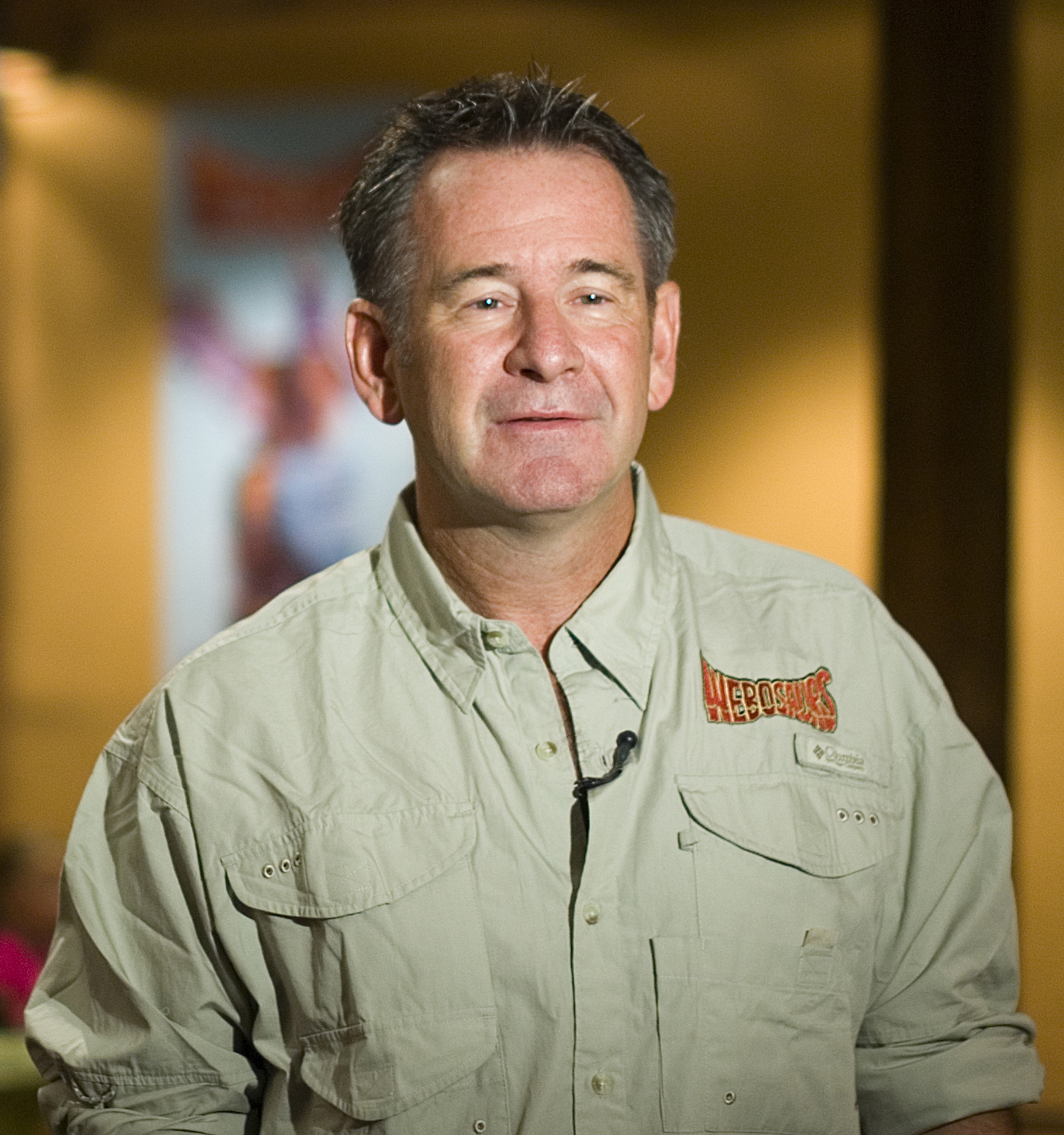
Nigel Marven (2009)

Nigel Marven (* 27. November 1960 in London Borough of Barnet, London, England) ist ein britischer Zoologe.

## Leben
Marven studierte Zoologie und Botanik an der University of Bristol.
Nigel Marven steht in dem Ruf, nicht zimperlich zu sein, so wertet er etwa Narben durch Tierbisse und Schnitte als Auszeichnungen. Deshalb wird er oft mit dem Crocodile Hunter Steve Irwin verglichen.
Marven ist vor allem durch seine Auftritte als Zoologe auf Zeitreise in den BBC-Dokumentationen Im Reich der Giganten und Monster der Tiefe oder Prehistoric Park – Aussterben war gestern bekannt. Außerdem wirkte er bei vielen anderen zoologischen Fernsehsendungen mit. 2009 erhielt er einen Gastauftritt bei Primeval – Rückkehr der Urzeitmonster. Dabei wurde er von einem Giganotosaurus angegriffen.
2008 lief er den London-Marathon in 4 Stunden und 4 Minuten um Geld für die Whale and Dolphin Conservation Society zu erlaufen.
Derzeit ist er Moderator der Tödliche Schlangen (Ten Deadliest Snakes). Für das Computerspiel Prehistoric Kingdom fungiert er als Experte, der den Spieler begleitet. Neben einem Bild von ihm spricht er auch die Texte ein.

## Filmografie (Auswahl)
- 2002: Im Reich der Giganten
- 2003: Monster der Tiefe
- 2006: Prehistoric Park – Aussterben war gestern (Prehistoric Park) (Fernsehserie, 6 Episoden)
- 2009: Primeval – Rückkehr der Urzeitmonster (Primeval) (Fernsehserie, Episode 3x04)

## Werke
- Nigel Marven, Jasper James: Monster der Tiefe. Im Reich der Urzeit. Aus dem Englischen von Sebastian Vogel. vgs, Köln 2004, ISBN 3-8025-1573-0.